# 陈杰 (1947年)
陈杰（1947年2月—），男，四川成都人，中华人民共和国政治人物，曾任中国致公党中央委员会常务委员、四川省委员会主任委员，四川省政协副主席，第九、十、十一届全国政协委员。